# 1252 Celestia
Celestia (asteroide 1252) é um asteroide da cintura principal com um diâmetro de 17,39 quilómetros, a 2,1449332 UA. Possui uma excentricidade de 0,204297 e um período orbital de 1 616,54 dias (4,43 anos).
Celestia tem uma velocidade orbital média de 18,1410053 km/s e uma inclinação de 33,8886º.
Esse asteroide foi descoberto em 19 de Fevereiro de 1933 por Fred Whipple.